# Hawkins Falls

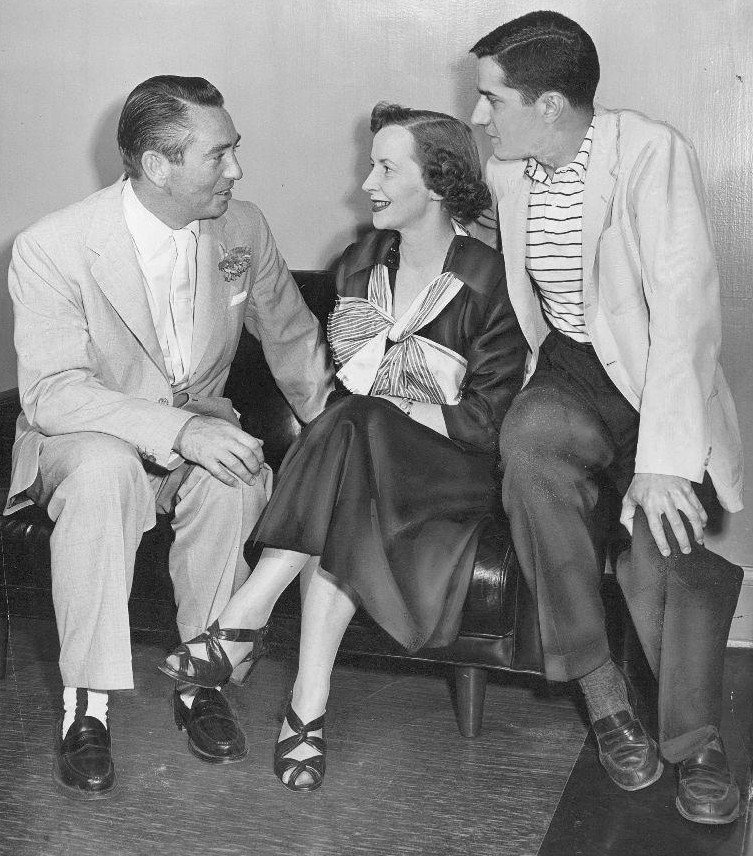
Bernadette Flynn (w środku) z Macdonaldem Careyem i Frankiem Pacellim, reżyserem serialu, 1953.

Hawkins Falls (org. Hawkins Falls, Population 6200) – pierwsza telewizyjna opera mydlana w historii, która odniosła sukces, zdobywając sobie uznanie widowni (wcześniejsze notowały niskie wyniki oglądalności i zazwyczaj szybko zdejmowano je z anteny).

## Krótki opis
Program zadebiutował jako serial komediowy. Pierwszy odcinek został wyemitowany 17 czerwca 1950 r. w paśmie primetime na antenie telewizji NBC, natomiast ostatni 12 października tego samego roku. Odcinki trwały początkowo (przez pierwsze 3 miesiące) godzinę, następnie pół godziny. 2 kwietnia 1951 r. przeistoczono go w operę mydlaną i przeniesiono do pasma daytime, a długość epizodu zmniejszono do 15 min. Ostatecznie emisja została zakończona 1 lipca 1955 r. Program opowiadał o rodzinie Drewer, żyjącej w miejscowości o nazwie Hawkins Falls. Twórcą serialu był Doug Johnson.

## Obsada
- Bernardine Flynn jako Lona Drewer (1080 odcinków)[2]
- Hugh Downs jako własny głos (1070)
- Ros Twohey jako Millie Flagle (38)
- Helen Bernie jako Betty Sawtel (35)
- Russ Reed jako Spec Bassett (34)
- Elmira Roessler jako Elmira Cleebe (34)
- Michael Golda jako dr Floyd Carey (32)
- Win Stracke jako Laif Flaigle (32)
- Frank Dane jako Knap Drewer (29)
- Brigid Bazlen jako Nellie Corey (28)
- Bruce Dane jako Roy Bettert Corey (27)
- Arthur Peterson jako Andy Anderson (26)
- Art Van Harvey jako Calvin Sperry (25)